# Eparchia di Smolensk

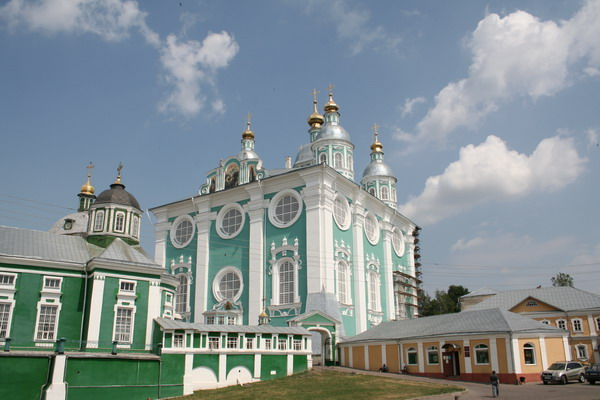
La cattedrale della Dormizione di Smolensk.

L'eparchia di Smolensk (in russo Смоленская епархия?) è una diocesi della Chiesa ortodossa russa, appartenente alla metropolia di Smolensk.

## Territorio
L'eparchia comprende la città di Smolensk e i rajon Veližskij, Demidovskij, Dorogobužskij, Duchovščinskij, Kardymovskij, Krasninskij, Rudnjanskij, Smolenskij e Jarcevskij nell'oblast' di Smolensk.
Sede eparchiale è la città di Smolensk, dove si trova la cattedrale della Dormizione.
L'eparca ha il titolo ufficiale di «metropolita di Smolensk e Dorogobuž».

## Storia
L'eparchia è stata eretta nel 1137.
Il 31 marzo 2009 ha ceduto una porzione di territorio a vantaggio dell'erezione dell'eparchia di Kaliningrad. Il 5 maggio 2015 ha ceduto un'ulteriore porzione di territorio per l'erezione dell'eparchia di Vjaz'ma e contestualmente è entrata a far parte della metropolia di omonima. Il 4 maggio 2017 dal suo territorio è stata eretta la nuova eparchia di Roslavl'.